# 工機ホールディングス
工機ホールディングス株式会社（こうきホールディングス、英文社名：Koki Holdings Co., Ltd.）は、根拠地を日本に置く米国HKホールディングス傘下の電動工具メーカー。
2018年5月までの社名は日立工機株式会社（ひたちこうき、英文社名：Hitachi Koki Co., Ltd.）であった。主に日本では「HiKOKI(ハイコーキ)」、アメリカでは｢Metabo(メタボ)HPT｣のブランド名で電動工具などを販売している。
かつて日立グループに属していたが、2017年3月に離脱。米投資会社コールバーグ・クラビス・ロバーツ（KKR）に買収された。電動工具とライフサイエンス機器（主に遠心分離機）の製造を主な事業としていたが、2020年3月にライフサイエンス機器についてはエッペンドルフ（ドイツ）に事業譲渡することが決まり、電動工具に注力することとなった。

## 事業内容

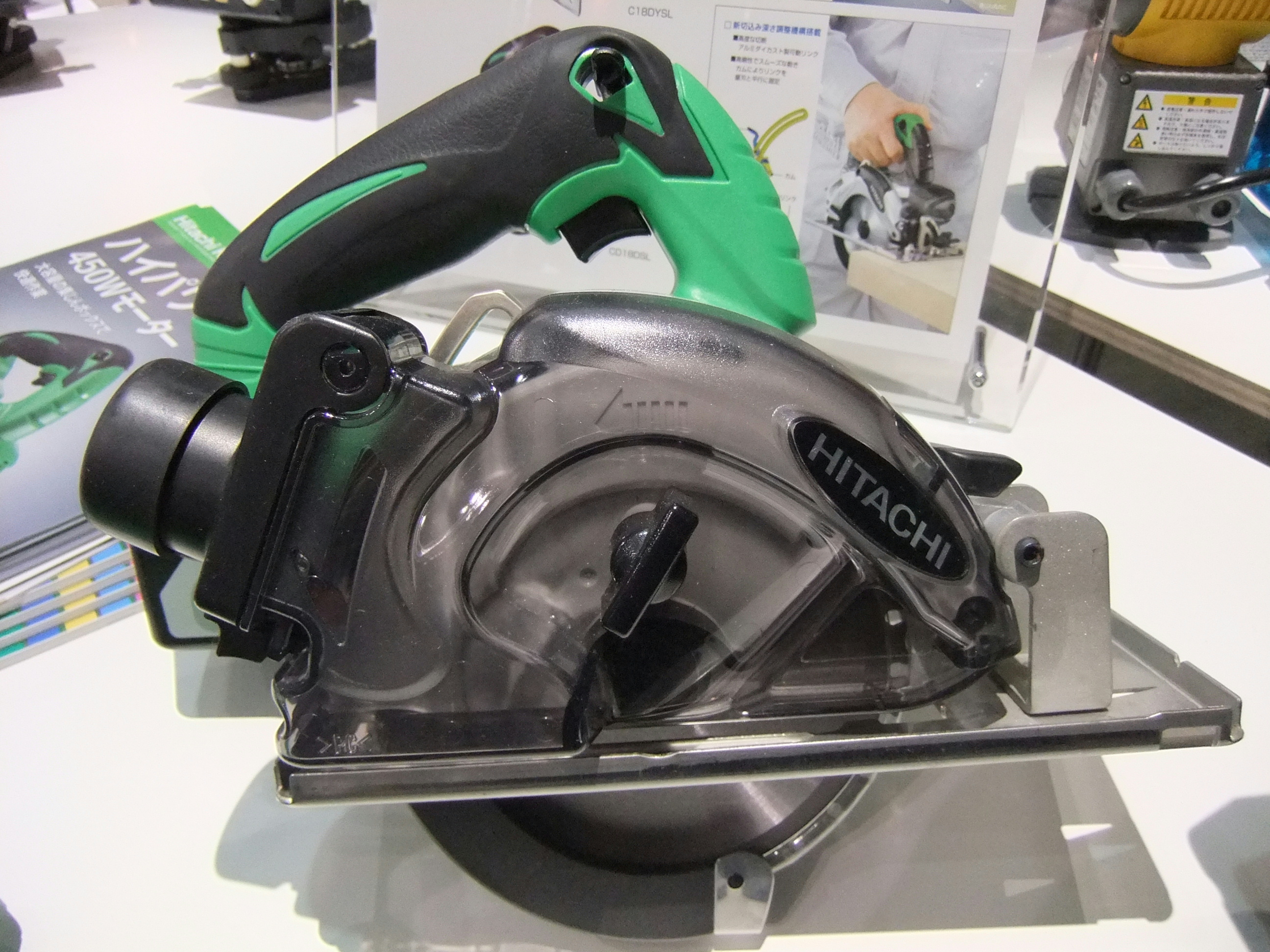
日立工機製チップソーカッター

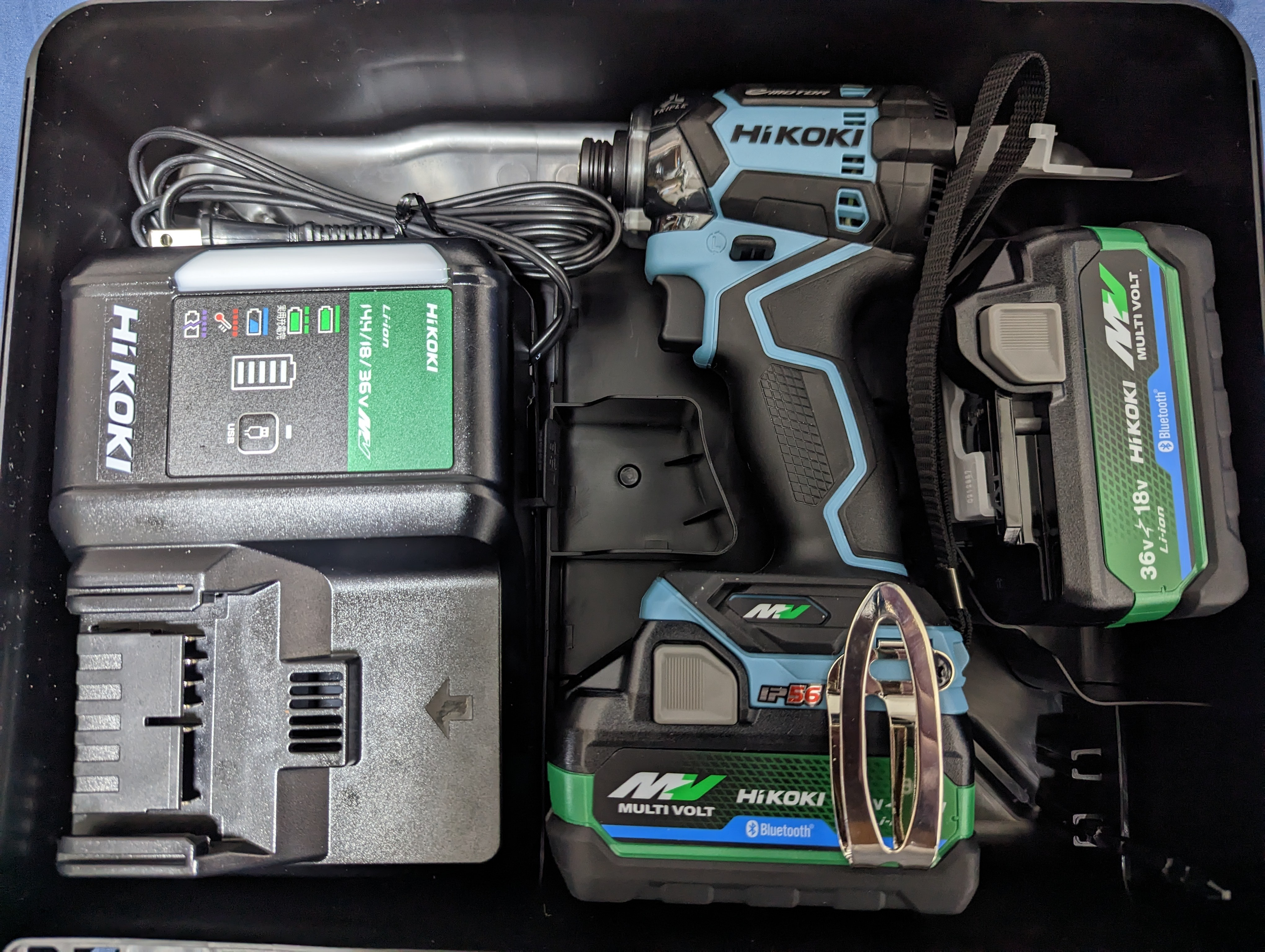
HiKOKIブランドの充電式インパクトドライバー

主に下記の物の製造。
- 電動工具

電動ドライバー、グラインダー、釘打ち機など

## 沿革
- 1948年（昭和23年）12月 - 企業再建整備法により日立兵器株式会社の第二会社として設立。日立兵器株式会社の事業を継承。
- 1949年（昭和24年）5月 - 東京・大阪証券取引所に上場。
- 1953年（昭和28年）3月 - 日立兵器株式会社を合併。
- 2002年（平成14年） - 日立製作所とプリンタ事業統合。同年3月にリコーにプリンタ事業を譲渡。
- 2005年（平成17年）3月 - 三京ダイヤモンド工業を子会社化。
- 2007年（平成19年）5月 - 日工タナカエンジニアリングを設立（2015年6月解散）。
- 2009年（平成21年）3月 - 日立製作所の株式公開買付けにより出資比率が約51％となったため、同社の子会社となる。
- 2017年（平成29年）
  - 3月 - 米投資会社コールバーグ・クラビス・ロバーツ（KKR）傘下のHKホールディングスが株式公開買付けを実施し、議決権所有割合で89.90%の株式を取得。親会社であった日立製作所と主要株主であった日立アーバンインベストメントは全株式を応募したため、日立グループから離脱[4]。
  - 7月 - 上場廃止。株式併合によりHKホールディングスの完全子会社となる[5]。
  - 10月 - 親会社のHKホールディングス株式会社を吸収合併[6]。
  - 11月 - 新社名「工機ホールディングス」（2018年6月1日）、ブランド名は「HiKOKI（ハイコーキ）」（2018年10月より）に変更することを発表[7][8]。
- 2018年（平成30年）6月 - 商号を工機ホールディングス株式会社に変更[9]。
- 2020年（令和2年）7月 - 遠心分離機事業をEppendorf社に事業譲渡[3]。
- 2023年（令和5年）9月 - 10支店、46営業所を閉鎖[要出典]。

## 事業所所在地
- 本社 - 東京都港区港南二丁目15番1号 品川インターシティA棟
- 工場
  - 勝田工場 - 茨城県ひたちなか市武田1060番地
  - 佐和工場 - 茨城県ひたちなか市足崎1450番地  (2023年 (令和5年) 10月頃閉鎖)[要出典]
- 支店（2023年（令和5年）9月閉鎖）[要出典]
  - 関東支店、東京支店 - 東京都大田区平和島五丁目3番2号　3F
  - 関西支店 - 大阪府東大阪市高井田中三丁目3番地21号
  - 中部支店 - 愛知県名古屋市西区則武新町一丁目32番16号
  - 北陸支店 - 石川県金沢市示野中町一丁目163番
  - 九州支店 - 福岡県福岡市東区松島四丁目8番5号
  - 北海道支店 - 北海道札幌市厚別区厚別中央3条1丁目2番20号
  - 東北支店 - 宮城県仙台市若林区卸町東三丁目3番36号
  - 中国支店 - 広島県広島市中区南吉島二丁目3番7号
  - 四国支店 - 香川県高松市今里町一丁目28番14号

## 子会社・関連会社
国内
- 工機ホールディングスジャパン株式会社 - 工機販売株式会社から継承
- 三京ダイヤモンド工業株式会社
- 株式会社工機ホールディングスマニファクチャリング&サービス - 2013年4月1日付で日工ソリューションズと日立工機原町が合併し、株式会社日立工機マニファクチャリング&サービスになった後、商号変更、2024年3月 工機ホールディングス株式会社に統合。

国外
- Guang Dong Hikoki Co., Ltd.（広東高壹工机有限公司)（中国・広東）
- Koki Holdings America Ltd.（アメリカ）
- Metabowerke GmbH（ドイツ）

他多数

## 提供番組 (主な履歴）
- 安住紳一郎の日曜天国（TBSラジオ） - 2014年10月からコーナースポンサーを務めている。
- 発想UNLEASH〜未来への自由研究〜（テレビ東京）[10]